# Bernard van Orley

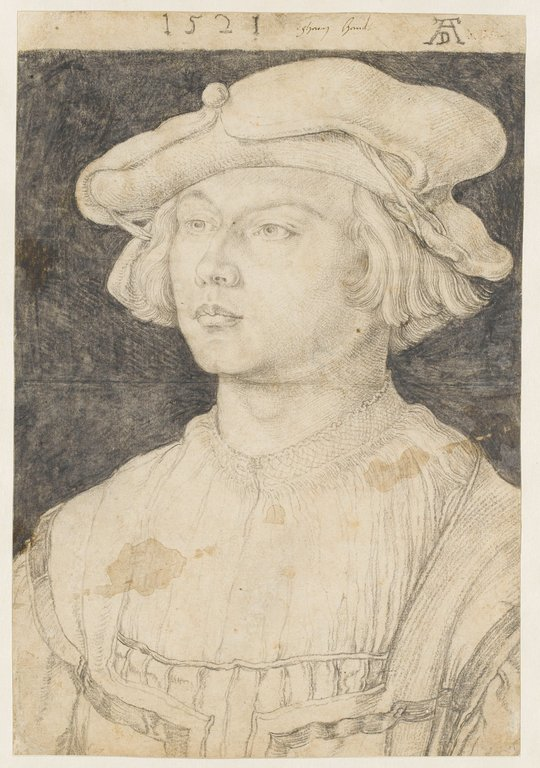
Portret van Bernard van Orley door Albrecht Dürer (1521). De Duitse meester logeerde bij hem in Brussel.

Bernard van Orley (Brussel, tussen 1487 en 1491 – aldaar, 6 januari 1541) was een Brabants schilder en tekenaar behorend tot de Noordelijke renaissance. Hij was tevens een toonaangevende ontwerper van wandtapijten en glas-in-loodramen. Hij bleef lange tijd wat ondergewaardeerd bij gebrek aan voldoende of recente monografieën over zijn leven en werk.
Zijn naam wordt in documenten op verschillende wijzen weergegeven, zoals gebruikelijk in die tijd: Bernard (Barend, Barent, Beernaert, Beernaerd) van Orley (d'Orlich, d'Ourlech, Orlet), Barend van Brussel, Bernardus Dorley, Bernardus Bruxellanus en Bernardo di Brusseles.

## Familie

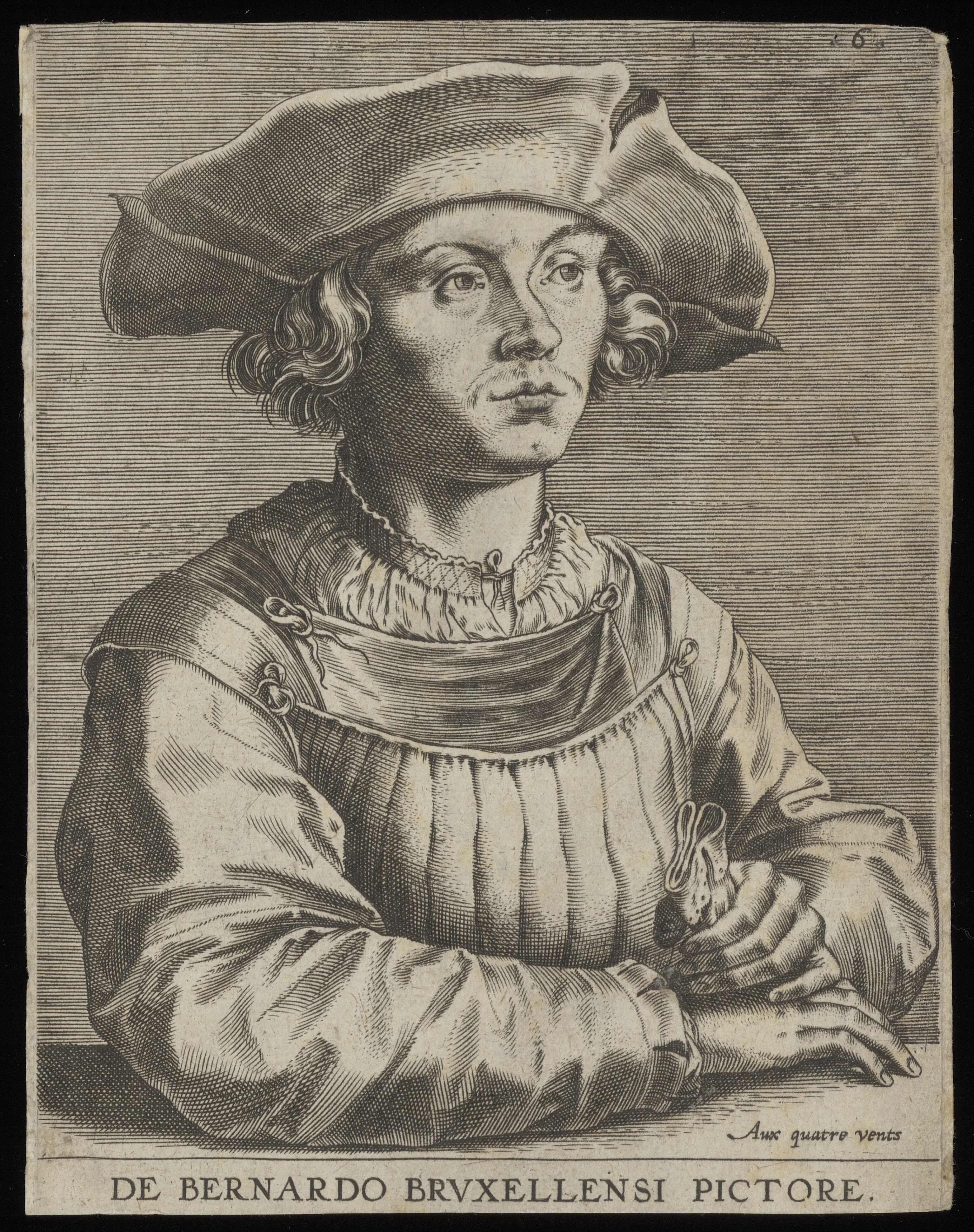
Print van een portret van Bernard van Orley. Gemaakt in de zestiende eeuw.

Zijn familie was oorspronkelijk afkomstig uit Luxemburg en stamde af van het nobel geslacht van de heren van Ourle (ook Orley geschreven). Zijn grootvader Jan week uit naar het hertogdom Brabant, waar zijn vader Valentijn van Orley (ca. 1466-1532) werd geboren als buitenechtelijk kind. Valentijn trouwde met Jeanne Smolders. Het enige werk dat aan hem kan worden toegeschreven is het Saluzzoretabel in het Museum van de Stad Brussel. De panelen van Het Leven van Sint Rochus uit de Sint-Jacobskerk in Antwerpen worden toegeschreven aan hun oudste zoon, Everard van Orley.
Hun zoon Bernard van Orley trouwde in 1512 met Agnes Seghers (1492-1539). Na haar overlijden, huwde hij snel opnieuw met Catherina Hellinckx (†1581). Met de eerste echtgenote kreeg hij zeven kinderen en met de tweede twee. Zijn vier zonen volgden in de voetstappen van hun vader en werden eveneens kunstschilder of tapijtontwerper en -wever.

### Afkomst van de familie Van Orley
Bernard van Orley behoorde tot een uitgebreide familie van kunstschilders, beginnend bij zijn vader en die zich enkele generaties verder doorzette.
1. Valentijn van Orley (ca. 1466-1532): Everard van Orley (geboren rond 1491), schilder; Bernard van Orley (ca. 1491-1541), schilder en ontwerper van tapijten; Philip van Orley, ontwerper van tapijtkartons; Gomar van Orley, schilder (actief rond 1533).
2. Bernard van Orley: Jan van Orley; Michael van Orley (†1593); Jan van Orley; Hiëronymus I van Orley, schilder (actief rond 1567-1602); Bernard II van Orley, schilder (ca. 1535-1553)
3. Bernard II van Orley (ca. 1535-1553): Hiëronymus II van Orley (schilder en decorateur)
4. Hiëronymus II van Orley: Hiëronymus III van Orley, portretschilder, decorateur, etser (gedocumenteerd in 1652); Pieter van Orley (1638- na 1708), miniaturist en landschapschilder; François van Orley, schilder van historische taferelen; Richard I van Orley
5. Pieter van Orley (1638-1708): Richard II van Orley (1663-1732), schilder en etser; Jan van Orley (1665-1735), schilder en etser.

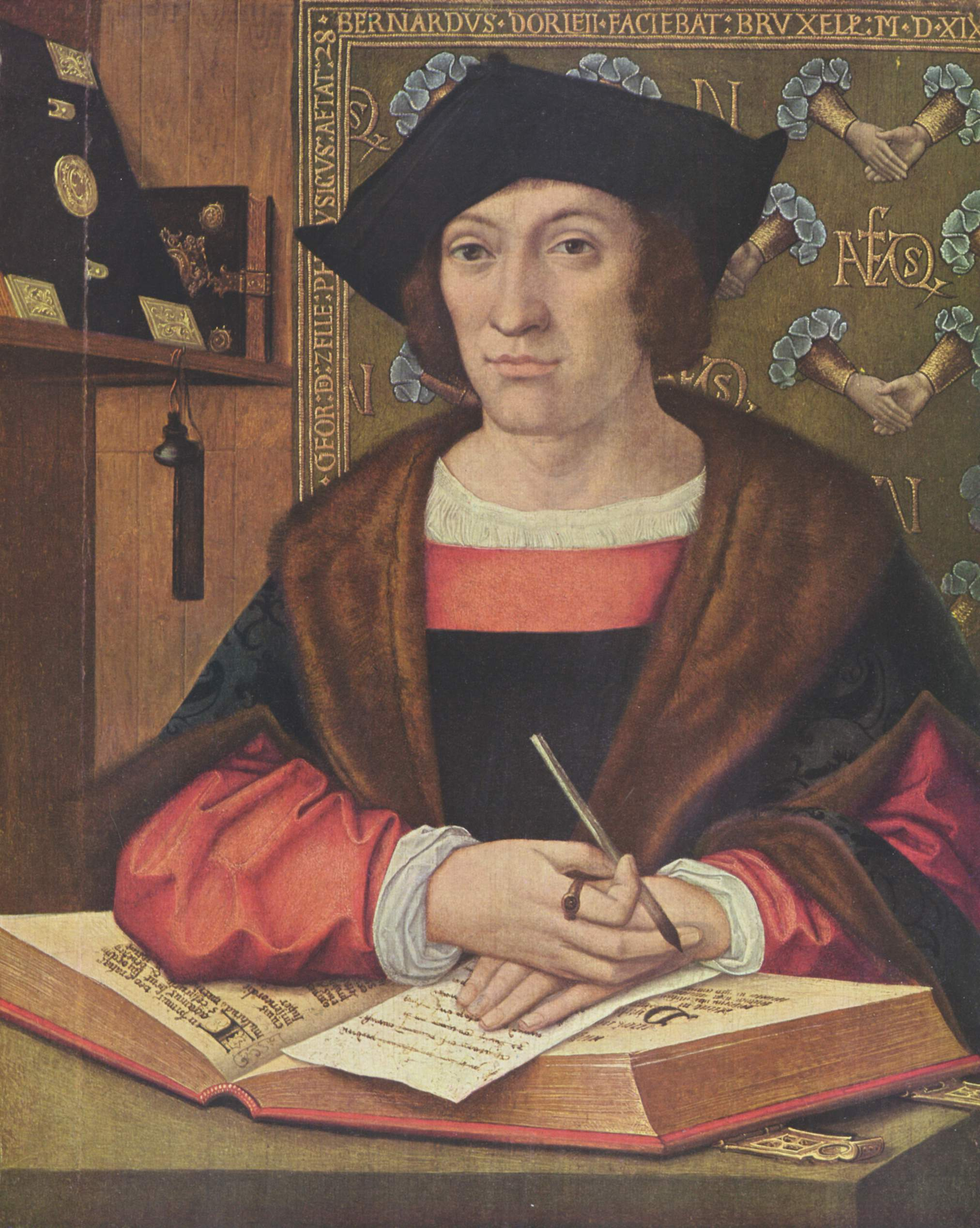
Bernard van Orley, Portret van de geneesheer Joris van Zelle (1519)
KMSKB, Brussel

## Opleiding
Er wordt soms beweerd dat Bernard van Orley zijn opleiding voltooide in Rome bij de School van Rafaël, maar hiervoor zijn er geen betrouwbare bronnen. Men mag veeleer aannemen dat hij opgeleid werd in Brussel in het atelier van zijn vader. Op dat ogenblik waren er in Brussel slechts weinig schilders met enige faam, met name Jacob van Laethem en de schilders uit de Coninxloofamilie. Zijn vader, Valentijn van Orley, was een obscure schilder waarover weinig bekend is en van wie praktisch geen werken meer bestaan. Men weet dat hij een tijd in Antwerpen heeft gewoond en daar ingeschreven stond als meester in de registers van de Sint-Lucasgilde en er verschillende leerlingen had.
Tussen 1516 en c. 1520 waren de kartons van Rafaël voor de wandtapijtenreeks De Handelingen van de Apostelen, bestemd voor Paus Leo X, aanwezig in Brussel om verwerkt te worden tot wandtapijten. Brussel was immers tussen de 15e en de 18e eeuw toonaangevend voor wandtapijten. Men neemt aan dat Bernard van Orley deze kartons heeft gezien en bestudeerd en dat dit zijn kennis van de stijlkenmerken van de Italiaanse renaissance verklaart.

## Schilderijen

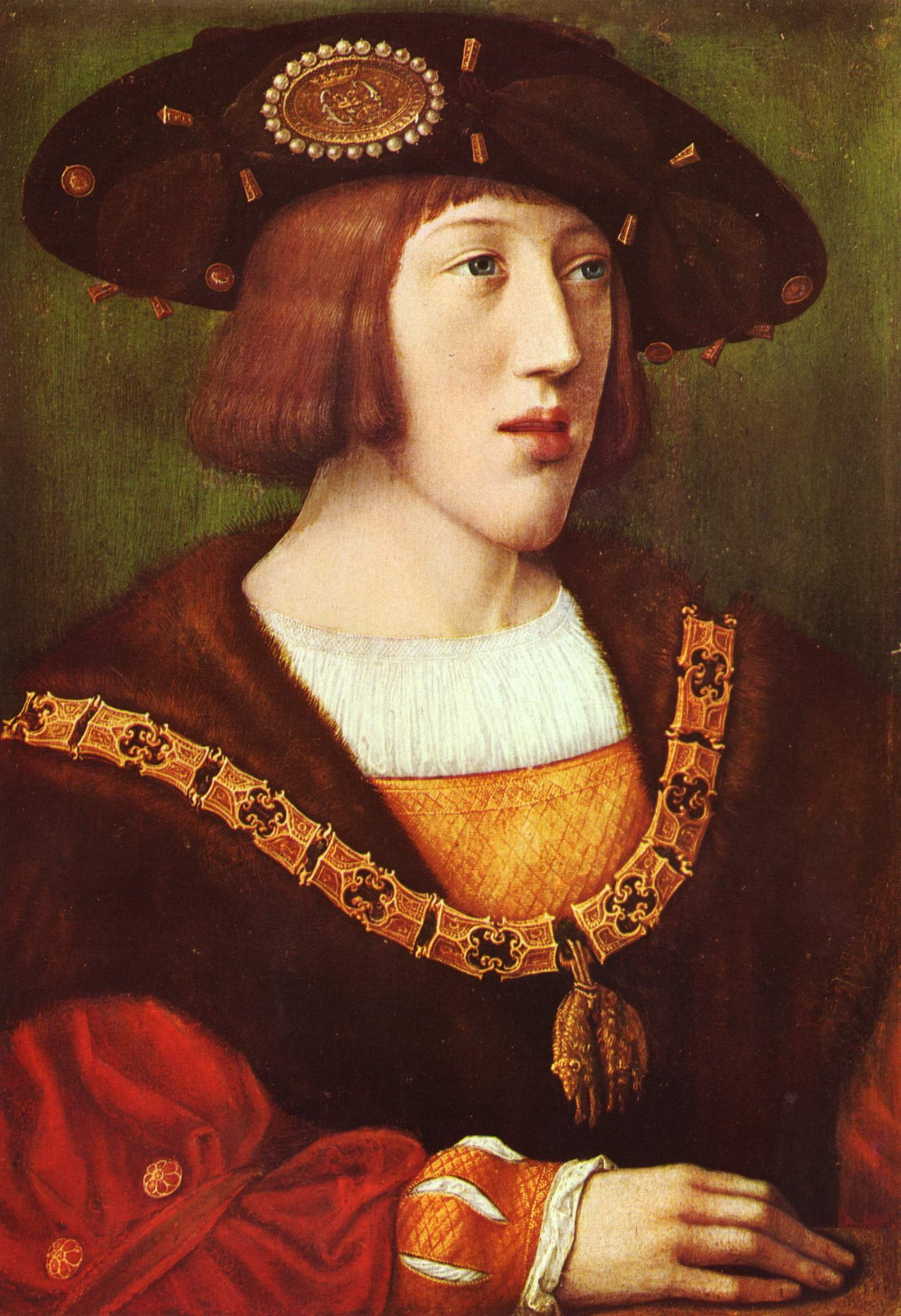
Portret van Karel V (1516)
Louvre, Parijs

De Triptiek der Brusselse schrijnwerkers en kuipers wordt beschouwd als vroeg werk uit ca. 1512 (ook het Apostelaltaar genoemd) en zou daarmee zijn eerste gesigneerde én gemonogrammeerde werken zijn. Het centrale paneel bevindt zich in het Kunsthistorisches Museum Wien en de zijluiken in de Koninklijke Musea voor Schone Kunsten van België in Brussel. Het verhaalt het leven van twee apostelen Thomas en Matteüs. Deze triptiek was oorspronkelijk besteld voor een kapel in de Onze-Lieve-Vrouw-ter-Zavelkerk in Brussel.
In zijn eerste werken zette hij de traditie voort van Jan van Eyck, Rogier van der Weyden en hun volgelingen. Maar spoedig begon hij beetje per beetje de Italiaanse renaissancemotieven toe te passen, zoals die voorkomen bij de figuren uit en de ruimtelijke verhoudingen in het werk van Rafaël.
Hij werd in 1515 gevraagd om de luiken van een gebeeldhouwd retabel te schilderen voor de Broederschap van het Heilig Kruis in de Sint-Walburgakerk in Veurne nadat eerdere ontwerpen van Clays Soyllot en Willem Wynstyne waren afgekeurd. De luiken werden, kennelijk naar grote tevredenheid, afgeleverd in 1520. Of dit kunstwerk nog bestaat is onbekend.
Vanaf 1515 ontving Van Orley en zijn atelier regelmatig opdrachten voor portretten, dikwijls vanwege de landvoogdes en haar Habsburgse entourage, en van hogere ambtenaren verbonden aan het Hof. Hij schilderde in 1516 een reeks van zes portretten: Karel V, die toen juist koning van Spanje was geworden, zijn broer Ferdinand, de latere koning van Hongarije en Bohemen, en zijn vier zusters. Ze waren bestemd voor Isabella van Habsburg en koning Christiaan II van Denemarken, met wie zij in 1514 was gehuwd. In 1522-23 schilderde de Brusselse kunstenaar voor dezelfde koning een politieke allegorie, nu in de Koninklijke Musea voor Schone Kunsten van België.
De geschilderde kopie uit 1516 van de Lijkwade van Turijn wordt meestal toegeschreven aan Albrecht Dürer, maar soms ook aan Bernard van Orley.
In 1517 werd hij erkend als meester door de Antwerpse Sint-Lucasgilde.

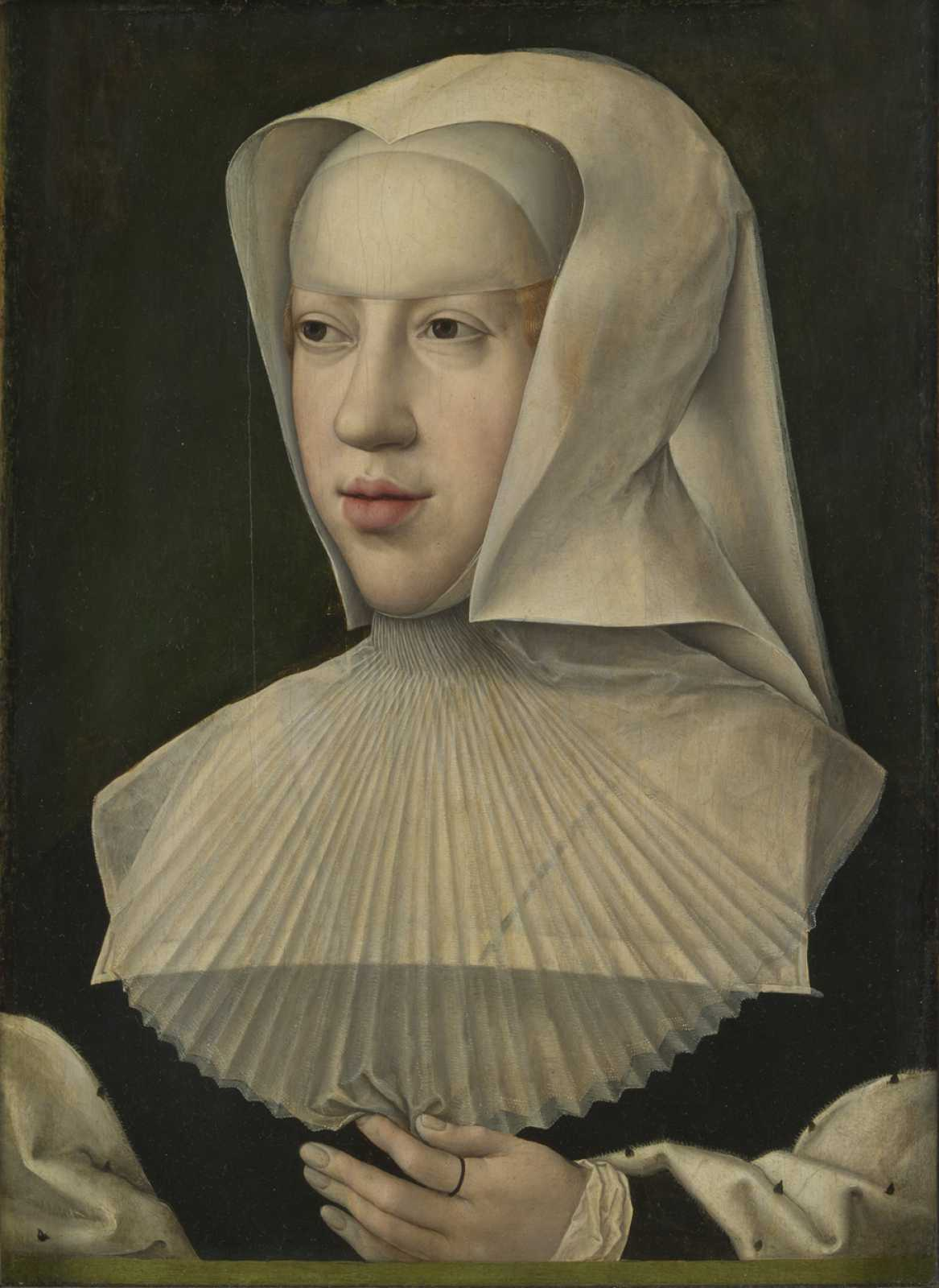
Margaretha van Oostenrijk
KMSKB, Brussel

Hij werd op 23 mei 1518 aangesteld tot hofschilder van Margaretha van Oostenrijk, landvoogdes van de Nederlanden, als opvolger van Jacopo de'Barbari. Hierdoor kwam hij ook aan het hoofd te staan van een groot atelier met een belangrijke productie. Zijn broers Everard en Gomar werkten eveneens in dit atelier. Hij werd aldus een van de eerste zakelijke artiesten in noordelijk Europa. Samen met dit atelier maakte hij veel schilderijen, terwijl hijzelf, vanaf 1515, meer en meer ging toeleggen of het maken van kartons voor wandtapijten en het ontwerpen van glas-in-loodramen. Een groot veelluik uit dit atelier is de Mariapolyptiek van 1520, gemaakt voor de begijnhofinfirmerie van Brussel.
De Triptiek met de deugd van het geduld (KMSKB), ook het Jobaltaar genoemd, is een van zijn belangrijkste werken. Hij kreeg in 1521 hiertoe van Margaretha van Oostenrijk de opdracht om haar gedicht over de deugd van het geduld uit te beelden. De binnenpanelen verhalen de beproevingen van Job, terwijl de buiten panelen de parabel verhalen van de arme Lazarus en de rijke vrek. Dit triptiek is volledig van de hand van Bernard van Orley, zonder medewerking van zijn atelier. Hij moet bijzonder trots geweest zijn van dit werk, vermits hij het signeerde met “ELX SYNE TYT” Hiermee gaf hij zijn mening dat elke kunstenaar moet volledig geïntegreerd zijn in de (nieuwe) kunstrichtingen van zijn tijd.

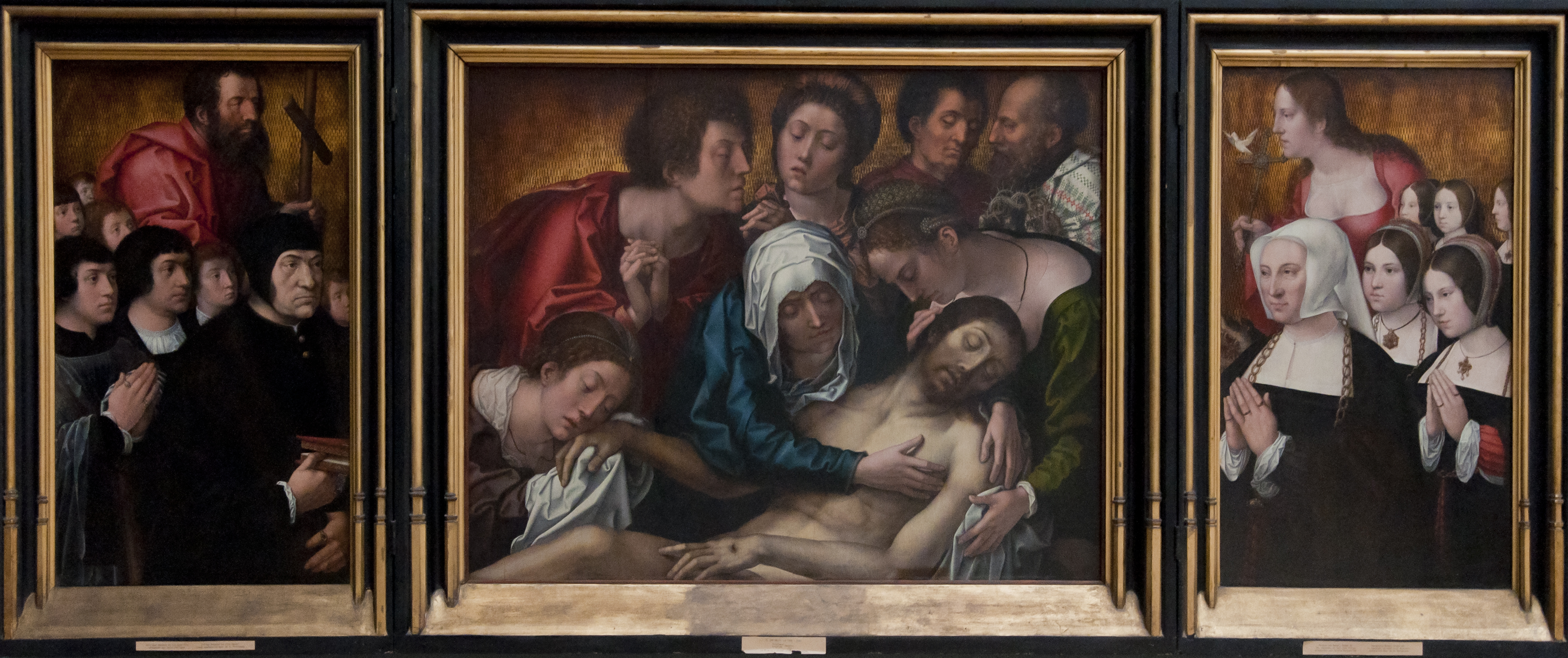
de Haneton-triptiek
KMSKB, Brussel

In hetzelfde museum staat ook de meesterlijke Haneton-triptiek. Deze triptiek werd besteld door Philips Haneton, eerste secretaris van de Geheime Raad van Karel V. Het middenpaneel geeft een aangrijpende Piëta, waarbij Maria de dode Christus vasthoudt, tegen een achtergrond van personages ten halve lijve en een archaïserend gouden fond (dat enigszins Byzantijns aandoet). Dit alles is geschilderd in een persoonlijke stijl, waarbij de droefenis of ingetogen wijze getoond wordt. De personages werden geschilderd in een maniëristische stijl met terzelfder tijd invloeden van de Vlaamse Primitieven en de vormentaal van Albrecht Dürer. Het linkerpaneel geeft Philips Haneton en zijn zonen in biddende houding met de heilige Philippus, en het rechterpaneel zijn echtgenote met de dochters en de heilige Margaretha.
De triptiek “Het Laatste Oordeel” (Koninklijk Museum voor Schone Kunsten, Antwerpen) was een opdracht van de Antwerpse Armenkamer voor hun kapel in de Onze-Lieve-Vrouwekathedraal (Antwerpen). Het wordt ook beschouwd als een van zijn betere werken wegens de vertoonde meesterschap en originaliteit. De scènes moesten de liefdadigheidsactiviteiten uitbeelden van het "Aalmoezenhuis der Huysarmmeesters". De thematiek verwees eveneens naar een actuele gebeurtenis: de Ieperse hervormingen (1525-1530), die als gevolg hadden dat er een betere en meer gecentraliseerde uitoefening van het bijstadssysteem ontstond in de Nederlanden. De schilderijen in grisaille op de keerzijde zijn van de hand van Pieter de Kempeneer, die op dat ogenblik een gezel was in het atelier van Bernard van Orley.
Het altaarstuk der Calvarieberg in de Onze-Lieve-Vrouwekerk (Brugge) dateert van 1534 en is dus een van zijn latere schilderijen. Het werd oorspronkelijk besteld door Margaretha van Oostenrijk voor het grafmonument van haar derde echtgenoot Filibert II van Savoye in de abdij van Brou in Bourg-en-Bresse, Bourgondië. Het centraal gedeelte stelt de Calvarieberg voor, het linkerpaneel de doornenkroon, de geseling van Christus en Christus die het Kruis draagt. Het rechterpaneel geeft een piëta en het voorgeborchte der rechtvaardigen. De zijpanelen werden echter veel later afgewerkt door Marcus Gerards de Oudere. De triptiek werd dan overgebracht naar Brugge door Margaretha van Parma, landvoogdes voor Filips II van de Nederlanden.
Zijn portretten echter getuigen niet van een vernieuwende aanpak. Hij schildert zijn subjecten gewoonlijk in een zittende positie, met wezenloze gezichten en zonder veel psychologische diepte. Van verschillende portretten, zoals die van Margaretha van Oostenrijk en Karel V werden er door zijn atelier een groot aantal kopieën gemaakt.
Anderzijds schilderde hij zijn afbeeldingen van heiligen gewoonlijk ten voeten uit, zoals bij "Madonna met Kind en Johannes de Doper" (Museo del Prado, Madrid, inv. nr. 1932). Op de achtergrond ziet men een open zuilenrij, een baldakijn of een aantal bomen. Dit type compositie komt tamelijk veel voor in dergelijke schilderijen uit de zestiende eeuw.

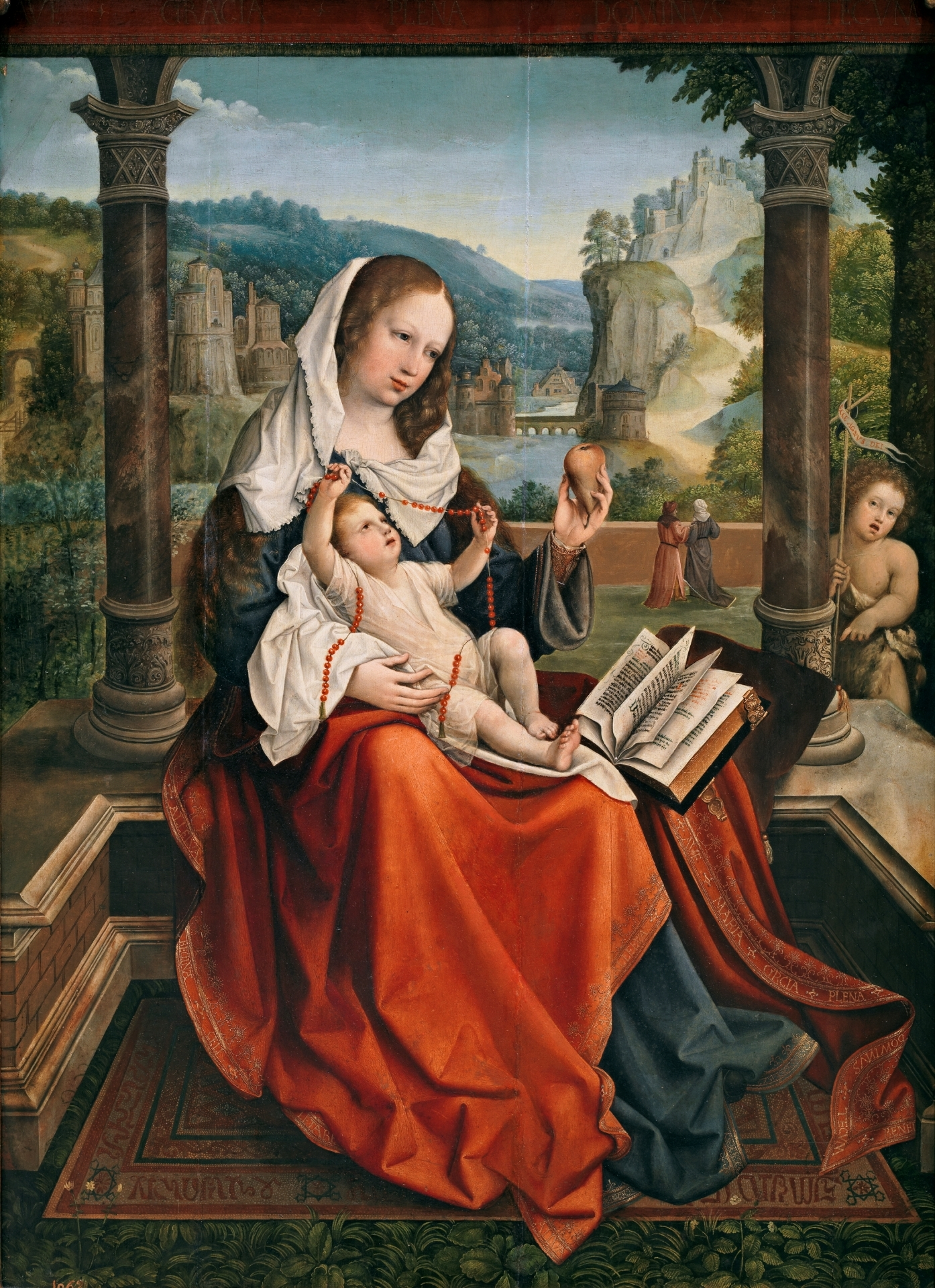
Madonna met Kind en Johannes de Doper
Museo del Prado, Madrid

Bernard van Orley signeerde zijn schilderijen, vooral in zijn beginperiode voor 1521, met het wapenschild van de Seigneurs d'Orley: argent en keel in gedeelde velden. Er is evenwel de mogelijkheid geopperd dat dergelijke schilderijen het werk zijn vader Valentijn, vermits deze in feite in lijn nog dichter stond bij het adellijk geslacht.
Toen Albrecht Dürer de Nederlanden bezocht in 1520 ter gelegenheid van de kroning van de nieuwe keizer Karel V, had hij ook een ontmoeting met Bernard van Orley, die hem een banket had aangeboden. Hij noemde van Orley enigszins flatteus de “Rafaël der Nederlanden”. Bij die gelegenheid schilderde hij ook een portret van zijn gastheer.
Bernard van Orley had in zijn atelier verschillende leerlingen die later ook faam verwierven: Michiel Coxcie, Pieter Coecke van Aelst, Pieter de Kempeneer (Pedro de Campaña) en de Spanjaard León Picardo. Zij gingen verder in zijn stijl der Noordelijke renaissance. Andere leerlingen, zoals Lancelot Blondeel en Jan Vermeyen zetten de traditie van hun leermeester voort als schilder-ontwerper.
Samen met Jan Gossaert en Quinten Massijs (I) wordt hij beschouwd als een van de leidinggevende vernieuwers van de zestiende-eeuwse Vlaamse schilderkunst door de integratie van de stijl en de schilderwijze van de Italiaanse renaissance. Zijn schilderijen zijn uitgevoerd met de grootste zorg voor kleine details. Zij blinken uit door hun schitterende kleuren.

## Wandtapijten
Ontwerpers en wevers van wandtapijten stonden in hoger aanzien dan schilders. Men beschouwde wandtapijten, na juwelen en edelstenen, als zijn waardevolste bezit, een waar statussymbool. Het is dan ook niet verwonderlijk dat ze geweven werden met duur goud- en zilverdraad. Zij hadden bovendien nog een bijkomende waarde als decoratiestuk en waren een ideale muurbekleding op grote, kale en koude muren van paleizen of kerkkorens. Zij werden ook als draagbare decoratiestukken meegenomen door rondreizende hoven.
Het centrum van de wandtapijtennijverheid verlegde zich geleidelijk van Arras en Doornik in de 15e eeuw naar naar Vlaamse steden in de 16e en 17de eeuw. Als men spreekt van Vlaamse tapijtkunst, bedoelt men daar ook wandtapijten uit Brussel (niet in Vlaanderen, in Brabant) mee, net zo goed als wandtapijten uit Antwerpen, Brugge, Gent, Geraardsbergen, Ieper, Oudenaarde. Ook het Brabantse Edingen was een tijdlang een wandtapijtencentrum. 
Bernard van Orley tekende reeds kartons voor wandtapijten in zijn jeugd, maar na 1530 zijn er van hem praktisch geen schilderijen meer bekend. Hij moet zich dan volledig hebben toegelegd op kartons en op het ontwerpen van glas-in-loodramen. Deze kartons werden gemaakt op ware grootte naar de tekening of ontwerp van de schilder. Deze kartons werden dan door legwerkers met de techniek van de lage schering op een horizontaal getouw omgezet in wandtapijten.

### Legende van O.L.Vrouw van de Zavel
Een der eerste kartons aan hem toegeschreven is de reeks van vier voor de “Legende van O.L.Vrouw van de Zavel” (1516-1518) (Grote Markt (Museum van de Stad Brussel), een opdracht van Frans van Taxis. Het verhaalt de overbrenging van een miraculeus Mariabeeld van Antwerpen naar Brussel (deze gebeurtenis lag aan de oorsprong van de Brusselse Ommegang). Maar het middengedeelte van het wandtapijt geeft de mecenas weer in aanwezigheid van twee keizers, nl. keizer Maximiliaan I en zijn vader keizer Frederik III. Dit is een allusie op het exclusieve postcontract dat Frans van Taxis verkregen had en die hem een monopolie gaf voor alle postverkeer vanuit Brussel naar de andere delen van het Rijk. Dit ligt aan de oorsprong van het latere postwezen en de grote rijkdom van de familie Von Turn und Taxis. De gotische stijl van deze tapijten is nog steeds erg traditioneel, met een overladen compositie in een tweedimensionaal vlak.

### Passiereeksen
Vanaf 1520 begonnen zijn wandtapijten meer te gelijken op geweven schilderijen, wat meer in overeenstemming was met de esthetiek van de renaissance. In de middeleeuwen maakte de ontwerper slechts gebruik van een tiental kleuren, terwijl de renaissance ontwerper honderden verschillende tinten toepast in zijn palet.
Goede voorbeelden hiervan zijn de twee “Passie” reeksen (één reeks in het Koninklijk Paleis van Madrid, de andere reeks verspreid over verschillende musea) en de “Bewening” (National Gallery of Art, Washington DC). Deze wandtapijten, waarvan sommige geweven werden door Peter de Pannemaker, vertonen bij de weergave van de figuren duidelijk de invloed van de kartons van Rafaël en het meesterschap van Dürer. Vermits Dürer gast aan huis was geweest bij Van Orley, toen de contracten voor deze wandtapijtenreeks werden getekend, mag men aannemen dat beide artiesten de ontwerpen zullen hebben besproken. Voor de eerste maal krijgen wandtapijten over de Passie van Christus in hun voorstelling een dramatiek bekomen door de grote figuren op de voorgrond.
Bernard van Orley werd opgenomen als lid van de Grote Boogschuttersgilde van Brussel, de Broederschap van St. Sebastiaan. Meer dan de helft van de leden van dit broederschap waren wevers van beroep.

### Los Honores
De negen stukken van de wandtapijtenreeks De Eerbaarheid (Museo de Tapices, Palacio de San Ildefonso, Segovia) werden geweven in 1520 in het atelier van Pieter van Edingen naar kartons die toegeschreven worden aan Bernard van Orley (mogelijk bijgestaan door Jan Gossaert). Zij werden besteld naar aanleiding van de kroning van Karel V tot keizer van het Heilig Roomse Rijk te Aken op 23 oktober 1520. Zij werden in 1526 afgeleverd aan de keizer in Sevilla, toen hij huwde met Isabella van Portugal.

### Jachten van Maximiliaan
Iets later (1521-1530) maakte hij de twaalf kleine kartons (ook aangeduid met hun Franse naam “petits patrons”), mogelijk bijgestaan door Jan Tons of minder waarschijnlijk door Jan Geethels, voor zijn meest bekende wandtapijtenreeks, de Jachten van Maximiliaan, met één tapijt voor elke maand (Louvre, Parijs). Zij waren besteld door keizer Karel V of door een hoge personage aan zijn Hof. Zestig wevers hebben er twee jaar aan gewerkt. Deze jachtpartijen worden afgebeeld in de wijde omgeving van Brussel of in het Zoniënwoud. In deze kartons maakte de vroegere rigiditeit plaats voor een nieuwe, levendige dynamiek. Hierin kon hij nu zijn creatief talent tonen om grootschalige scènes van denkbeeldige jachtpartijen af te beelden te midden van een realistische, pittoreske en zeer gedetailleerd landschap. Bernard van Orley had hiervoor de hulp gevraagd aan specialisten op jachtgebied. Het is ook duidelijk dat hij Le Livre de Chasse (het jachtboek) van Gaston Phoebus heeft geconsulteerd. Met deze kartons zette hij, zoals Johannes Stradanus, het voorbeeld voor zijn navolgers door nieuwe wegen te bewandelen in het Italianisme en deze met succes te integreren in de traditionele wijze gebruikelijk in de Nederlanden.

### Huis van Nassau

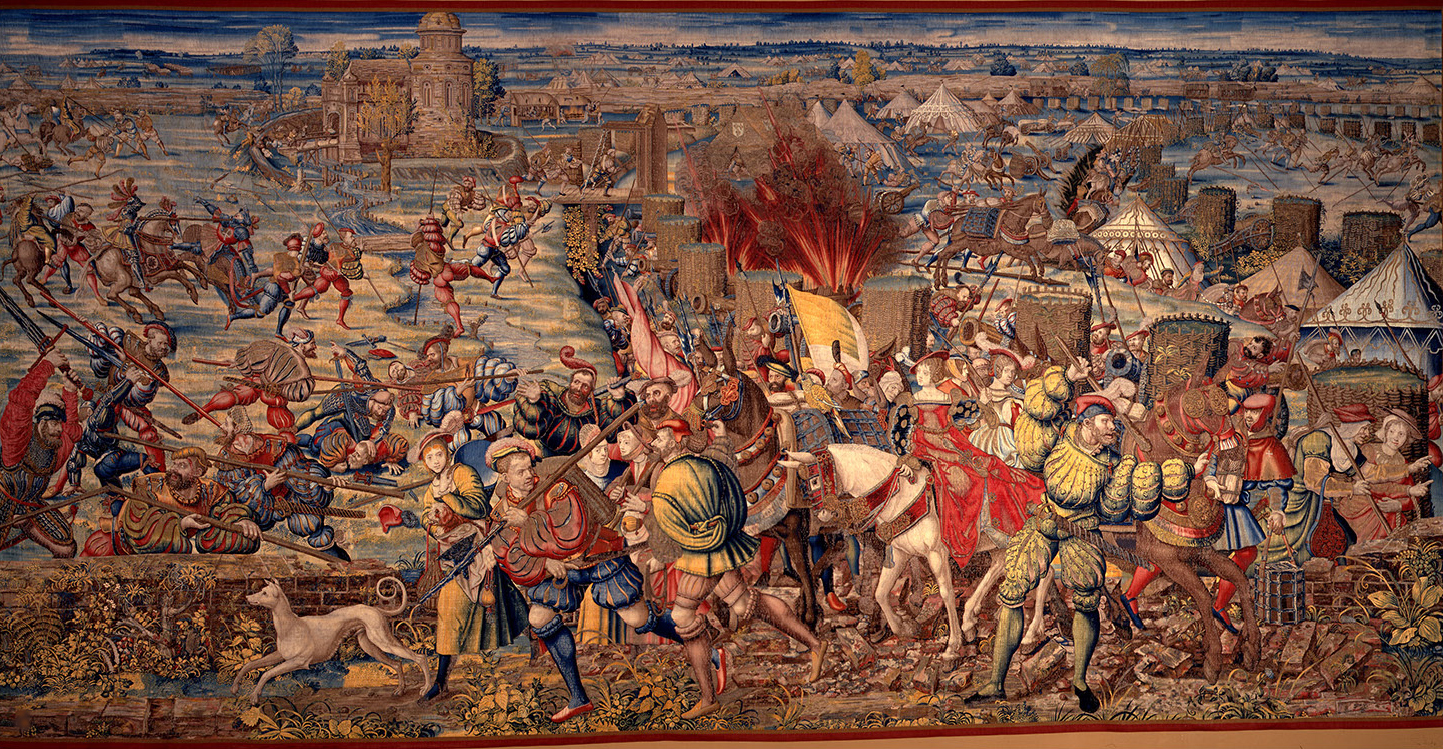
Een wandtapijt uit de reeks De Slag bij Pavia, met zicht op het kasteel van Mirabello en een gedeelte van het slagveld
Museo di Capodimonte, Napels

Rond 1528-1530 bestelde Hendrik III van Nassau-Breda op zijn beurt een stel wandtapijten met de bedoeling zijn voorouders van het Huis van Nassau te eren. De wandtapijten gingen waarschijnlijk verloren in een brand in 1760 maar er bestaan nog zeven ontwerptekeningen (petits cartons), die in verschillende instellingen worden bewaard. Deze wandtapijtenreeks was een der eerste pogingen om ruiterportretten te doen samengaan in een informele sfeer met groepsportretten.

### Hemelse sferen
De koning Johan III van Portugal bestelde rond 1530 de drie wandtapijten uit de reeks Hemelse sferen (Palacio Real, Madrid), ter herinnering aan de roemrijke ontdekkingsreizen onder zijn voorgangers uit het Huis van Aviz. Ook de kartons van deze tapijten worden toegeschreven aan (het atelier van) Bernard van Orley.

### Slag bij Pavia
“De Slag om Pavia” is een andere reeks van zeven wandtapijten die men kan bewonderen in het Museo di Capodimonte in Napels. De zeven kleine kartons bevinden zich in het Louvre, Parijs. Van Orley toonde hier aan de toeschouwer grootschalige scènes met een gedetailleerde historische authenticiteit en met levensgrote figuren in een imaginaire omgeving.

### Apocalyps
De acht wandtapijten uit de indrukwekkende reeks van de Apocalyps (Museo de Tapices, Palacio de San Ildefonso, Segovia) werden aangekocht in 1553 door Filips II. Zij waren gebaseerd op kartons toegeschreven aan Barend van Orley. Hiervoor had van Orley zich waarschijnlijk gebaseerd op het Boek van de Apocalyps van Albrecht Dürer (1498). Toen op 8 september 1559 zes van de acht tapijten verloren waren gegaan bij de ontscheping gedurende een onweer in Laredo, nabij Santander, werd een nieuwe bestelling geplaatst bij het atelier van Willem de Pannemaker.

## Brandglasramen
Op het einde van zijn leven begon Bernard van Orley met het ontwerpen van gebrandschilderde ramen. De bekendste voorbeelden zijn de ramen in het noordelijke dwarsschip van de Kathedraal van Sint-Michiel en Sint-Goedele te Brussel. Zij verbeelden leden van het huis Habsburg, namelijk Karel V en zijn vrouw Isabella van Portugal, Karel de Grote en Elisabeth van Hongarije, evenals scènes uit de “Legende van de Miraculeuze Hostie”. De ramen in het zuidelijke dwarsschip zijn een afbeelding van Lodewijk II van Hongarije en zijn echtgenote Maria van Oostenrijk (de zuster van Karel V), knielend voor een verticale afbeelding van de Heilige Drievuldigheid, en Lodewijk IX van Frankrijk en de Heilige Maagd met het Kind. De ontwerpen van deze gebrandschilderde ramen kunnen met zekerheid toegeschreven worden aan Bernard van Orley. Ze werden uitgevoerd door de meester-glaskunstenaar Jean Haeck.
Hij ontwierp eveneens de glas-in-loodramen voor de Sint-Romboutskathedraal van Mechelen met afbeeldingen van Margaretha van Oostenrijk en haar derde echtgenoot Filibert II van Savoye en Christus die Jeruzalem binnentreedt. Filibert II was namelijk de titularis-koning van Jeruzalem. Deze ramen werden vernietigd gedurende de religieuze rellen in de jaren 1566 tot 1585. In 2004 dook er een nog niet gepubliceerde gekleurde tekening van deze ramen op in Valentine
De Sint-Bavokerk in Haarlem bezit eveneens een aantal gebrandschilderde ramen ontworpen door van Orley. Zij tonen de donor Joris van Egmont, bisschop van Utrecht en zijn naamheilige Sint-Maarten.

## Luthersgezind
Van Orley werd een vroege volgeling van Maarten Luther. Hij was waarschijnlijk hiertoe gebracht toen hij de portretten geschilderd had van koning Christiaan II en van diens vrouw Isabella, de zus van keizer Karel. Christiaan was een onvoorwaardelijke aanhanger van Luther en was zelfs naar Wittenberg gereisd om er diens huwelijk met Catharina van Bora bij te wonen. Politieke verwikkelingen hadden hem in 1521 zijn Deense, Zweedse en Noorse kronen gekost, ten gunste van zijn oom Frederik, en hij leefde met zijn gezin in ballingschap in Lier en in Brussel, waar hij verder de lutherse leer hielp verspreiden.
Een van de belangrijke verspreiders van de lutherse leer was de voormalige pastoor Claes van der Elst. Geboren Brusselaar, was hij pastoor van de Sint-Jacobskerk in Antwerpen geweest, tot hij in 1524 werd afgezet. In 1527 kwam hij, geïntroduceerd door een medewerker van koning Christiaan, in het geheim prediken in Brussel. Op Witte Donderdag sprak hij in het huis van Van Orley voor een groep samengeroepen Luthersgezinde kunstenaars. Tot op Paasmaandag predikte hij tweemaal daags, telkens in een andere woning. Bij de tapijtwever Pieter de Pannemaeker was er zoveel volk opgedaagd dat de bijeenkomst in de tuin plaats moest vinden. In totaal waren op de negen bijeenkomsten een vijftigtal toehoorders aanwezig. Van der Elst sprak hierbij wel heel radicale taal. De katholieke kerk bestempelde hij als "de hoer van Babylon" of als de "zevenkoppige draak".
Een dienstmeisje verklikte de bijeenkomsten en het gerechtelijk apparaat kwam in actie. Net als andere kunstenaars, werd van Orley tot een flinke boete veroordeeld. Erger nog, de status van hofschilder werd hem ontnomen en zijn woning werd verbeurd verklaard. Daarop trok hij met zijn gezin naar Antwerpen, waar hij lid werd van de Sint-Lucasgilde. Drie jaar later kreeg hij alweer opdrachten van het hof in Brussel en in 1532 keerde hij permanent terug naar Brussel, waar landvoogdes Maria van Hongarije hem opnieuw aanstelde als hofschilder. Hij werd in die functie na zijn dood in 1541 opgevolgd door Michiel Coxcie.
Het lijkt duidelijk dat Van Orley zijn hervormingsgedachten op een laag pitje plaatste, zodra de Zuidelijke Nederlanden steeds strenger in de greep van de Spaanse heersers kwam. Enerzijds blijkt dit uit het feit dat hij zijn katholieke opdrachtgevers voor kerkelijke taferelen kon behouden, anderzijds dat zijn tweede huwelijk kerkelijk werd ingezegend en dat hij katholiek in de Sint-Mauruskapel van de Sint-Gorikskerk werd begraven. 
Vijfentwintig jaar later zouden twee zoons van Bernard als calvinisten optreden: de schilder Jan van Orley, die in 1566 een spilfiguur was binnen de groep hervormingsgezinden in Brussel, en de tapijtwever Michiel van Orley, die in Oudenaarde lid was van de kerkenraad en door de Raad van Beroerten verbannen werd.

## Gallerij
